# Lena Düpont
Lena Düpont (nascida em 30 de abril de 1986) é uma política alemã, deputada ao Parlamento Europeu pelo partido político União Democrata-Cristã da Alemanha.

## Membro do Parlamento Europeu
Düpont é membro do Parlamento Europeu desde as eleições europeias de 2019. Desde então, ela tem servido no Comité de Liberdades Civis, Justiça e Assuntos Internos. Nessa qualidade, ela foi relatora do parlamento sobre uma lei de 2020 que estabelece um procedimento comum de fronteira para proteção internacional.
Para além das suas atribuições nas comissões, Düpont faz parte da delegação do Parlamento à Comissão Parlamentar de Estabilização e Associação UE-Montenegro.